# Ртищев, Михаил Алексеевич
Михаил Алексеевич Ртищев (р. ок. 1590, ум. декабрь 1677) — русский государственный и военный деятель из рода Ртищевых. Лихвинский городовой дворянин, воевода в Темникове (1635—36), стряпчий (1645), постельничий (1646), дворянин московский (1641), окольничий (1650).

## Биография
Второй сын лихвинского дворянина Алексея Давыдовича Ртищева, погибшего в бою. Его сестра Пелагея была матерью Богдана Матвеевича Хитрово, влиятельного и очень состоятельного боярина.
Михаил Андреевич Ртищев участвовал в многочисленных войнах с поляками, литовцами и крымскими татарами. Вместе со своим старшим братом Осипом Михаил Ртищев сохранил верность царю Василию Ивановичу Шуйскому (1606—1610), поддерживая его в борьбе с Лжедмитрием II. При Василии Шуйском Осип Ртищев служил по Лихвину с окладом в 600 четвертей. Осенью 1608 — весной 1610 года дворяне Осип и Михаил Алексеевичи Ртищевы участвовали в обороне Москвы, блокированной польско-литовскими и повстанческими отрядами Тушинского вора. В 1610 году Осип Ртищев получил в награду 120 четвертей из своего лихвинского поместья в вотчину. После свержения Василия Шуйского Осип Ртищев принял участие в первом народном ополчении под командованием боярина и воеводы князя Дмитрия Тимофеевича Трубецкого. В боях с поляками под Можайском лихвинский дворянин Осип Ртищев погиб. Его младший брат Михаил Ртищев также участвовал в русско-польской войне, был взят в плен, но затем был освобожден и 1614 году участвовал в походе русского войска на Смоленск. Под командованием князя Дмитрия Михайловича Пожарского М. А. Ртищев сражался с литовцами под Орлом в 1615 году, под Ельцом и Калугой в 1617 году. В награду Михаил Алексеевич Ртищев получил от царя Михаила Фёдоровича 70 четвертей его лихвинского поместья в вотчину, а затем был пожалован в жильцы.
В январе 1622 года по царской жалованной грамоте Михаил Алексеевич Ртищев получил во владение вотчину своего покойного брата Осипа Ртищева.
После завершения русско-польской войны и подписания Деулинского перемирия Михаил Алексеевич Ртищев получил возможность вернуться в свой родной лихвинский уезд, где занялся ведением хозяйства в своих небольших поместьях и вотчинах. М. А. Ртищев проживал в селе Покровском, в окрестностях Лихвина.
27 февраля (8 марта) 1632 года Михаил Ртищев был вызван в Москву и принял участие в чине головы сотни в новой русско-польской войне за Смоленск. М. А. Ртищев участвовал в неудачной смоленской кампании русской армии под командованием боярина М. Б. Шеина и окольничего А. В. Измайлова. В боях под Смоленском Михаил Ртищев был ранен. Война завершилась неудачно, русские войска, окруженные под Смоленском, в феврале 1634 года были вынуждены капитулировать. Многие воеводы и офицеры были отправлены в ссылку, но Михаил Ртищев избежал этой участи, он был награждён за свою службу прибавкой к денежному и поместному окладу.
В 1635-1636 годах Михаил Алексеевич Ртищев находился на воеводстве в Темникове, где руководил обороной южных рубежей от набегов крымских татар, ногайцев и калмыков.
В 1641 году М. А. Ртищев был пожалован в дворяне московские, следующие четыре года прожил в Москве, каждый год выезжая по хозяйственным надобностям в свои лихвинские поместья.
В сентябре 1642 года Михаил Алексеевич Ртищев, получив отпуск, ездил из Москвы в Тулу, где участвовал в расследовании убийства своего зятя, стольника и дворянина московского Вонифатия Кузьмича Вельяминова, которого умертвили собственные крестьяне.
В 1645 году Михаил Алексеевич Ртищев был отправлен на службу в Тулу, в полк под командованием воеводы князя Якова Куденетовича Черкасского, охраняя южнорусские границы от нападений крымских татар. Вместе с ним находились его сыновья, Фёдор Большой и Фёдор Меньшой.

## Служба при Алексее Михайловиче
В июле 1645 года после смерти царя Михаила Фёдоровича на царский престол вступил его сын Алексей Михайлович. Из Москвы в Тулу был отправлен князь Алексей Никитич Трубецкой, который взял с воевод и ратных людей присягу на верность новому монарху. 27 августа (6 сентября) 1645 года князь Я. К. Черкасский получил царскую грамоту, в которой было приказано «Михаила Ртищева с детьми отпустить с государевы службы, с Тулы, к государю, к Москве». В тот же самый день Михаил Алексеевич Ртищев с сыновьями выехал из Тулы в столицу.
Прибыв в Москву, М. А. Ртищев 6 (16) сентября 1645 года был пожалован в стряпчие с ключом и в новой должности принес присягу на верность царю. Стряпчие приносили клятву: «государю своему служити и прямити, и лиха никакого ему государю не мыслите, и в платке и в полотенце и во всякой стряпне коренья лихова самому не положити и мимо себя никому положити не велети, и его государева здоровья во всем оберегати». Его старший сын Фёдор Большой Михайлович Ртищев тогда же был пожалован в стряпчие у крюка. В обязанности отца и сына Ртищевых входили заботы о царской одежде, постельных принадлежностях и порядке в царских покоях. Благодаря своему назначению, стряпчий Михаил Алексеевич Ртищев приблизился к молодому царю Алексею Михайловичу и стал пользоваться его расположением.
28 сентября (8 октября) 1645 года на обряде венчания Алексея Михайловича на царский престол Михаил Ртищев держал мису с золотыми, которыми осыпал царя боярин Никита Иванович Романов. Стряпчие сопровождали царскую особу во время военных походов, поездок на богомолья и охоты. Вскоре стряпчий Михаил Андреевич Ртищев вошёл в близкое окружение царя Алексея Михайловича. Получал частые и дорогие подарки от самого царя.
Кроме обязанностей стряпчего, Михаил Алексеевич Ртищев исполнял другие царские поручения. В январе 1646 года царь отправил М. А. Ртищева во Мценск, к стоявшему там с полками князю Алексею Никитичу Трубецкому с поручением — спросить о здоровье и с приказом остаться на время при князе А. Н. Трубецком «во дворянех».
8 (18) сентября 1646 года Михаил Андреевич Ртищев был пожалован царем Алексеем Михайловичем в постельничие. Его старший сын Фёдор Большой Ртищев был назначен стряпчим с ключом и стал преемником своего отца в этой должности. В марте 1647 года второй сын Фёдор Меньшой Михайлович Ртищев был пожалован из простых стряпчих в стольники.
15 (25) января 1646 года, накануне свадьбы царя Алексея Михайловича с Марией Ильиничной Милославской, Михаил Ртищев и его старший сын Фёдор Большой получили в подарок «два сорока соболей по сорок рублей, да два сорока соболей по тридцать рублей».
16 (26) января во время царской свадьбы Михаил Алексеевич Ртищев находился «у мальни», его старший сын Фёдор Большой был «у государева платья», а Фёдор Меньшой был вторым из четырёх стольников, которые «путь государю и государыне стлали от церкви к месту и от места к сеннику». После царской свадьбы Анна Вельяминова, дочь Михаила Ртищева, получила высокую должность «царицыной кравчей», а 30 марта (9 апреля) 1648 года заняла место второй царицыной боярыни «верховой» или «дворовой» и вскоре стала одним из влиятельных лиц при царском дворе. Фёдор Меньшой Михайлович Ртищев был назначен одним из стольников при новой царице Марии Ильиничне.
В октябре 1648 года постельничий Михаил Алексеевич Ртищев был отправлен в Белгород к воеводам князю Никите Ивановичу Одоевскому и князьям Дмитрию и Семену Львовым и в Карпово-Сторожевье к воевода В. П. Шереметеву и А. Плещееву — «о здоровье их, от имени Царя, спросить и объявить им и всем подчиненным им служилым людям похвальное слово за устройство вала от Белгорода к Карпову».
Под руководством постельничего Михаила Алексеевича Ртищева находилась Мастеровая палата, которая с 1649 года была превращена в особый приказ для исполнения специальных царских поручений.
6 (16) августа 1650 года Михаил Алексеевич Ртищев был пожалован в окольничие и вошёл в состав Боярской думы. Обряд объявления ему «чести окольничества» должен был совершить думный разрядный дьяк Семен Иванович Заборовский, потомок древнего польского рода. «И Семен Заборовский бил челом государю в отечестве на Михаила Ртищева», но потерпел полную неудачу. Царь Алексей Михайлович приказал объявить С. И. Заборовскому, что «мочно ему, Семену, быть с Михайловым внуком, не токмо с Михайлом», и за бесчестье последнего он был заключен в тюрьму. После этого никто больше не осмеливался местничать с Михаилом Алексеевичем Ртищевым. 11 (21) августа того же года Фёдор Большой Ртищев заменил своего отца в должности постельничего, а должность стряпчего с ключом 15 (25) августа получил Григорий Иванович Ртищев, двоюродный брат Михаила Ртищева. Кроме должности окольничего, М. А. Ртищев получил в своё управление приказ Новой Чети.
В 1652 году окольничий Михаил Алексеевич Ртищев ушёл с политической сцены и удалился «по обещанию» в Московский Новоспасский монастырь. Во главе приказа Новой Чети стал его племянник по сестре, Богдан Матвеевич Хитрово. Проводя в «священном уединении остаток жизни своей», М. А. Ртищев, по свидетельству одного посетившего тогда Москву поляка, бывал все-таки «иногда приглашаем для тайного совещания с царем о важных государственных делах».
В марте 1675 года Михаил Алексеевич Ртищев составил завещание, в котором назначил своими душеприказчиками боярина Богдана Матвеевича Хитрово и своих «зятьев» (мужей своих внучек) — князей Василия Фёдоровича Одоевского и Фёдора Фёдоровича Хилкова, а также своего духовника, священника Никифора.
10 (20) апреля 1677 года Михаил Ртищев подал последнюю челобитную на имя царя Фёдора Алексеевича. В ней он писал, что «заскорбел великою тяжкою болезнью» и находиться с ним некому, а потому просил царя не отправлять на военную службу своего двоюродного племянника Максима Григорьевича Ртищева, назначенного в полк боярина и воеводы князя Василия Васильевича Голицына. Новый царь удовлетворил просьбу М. А. Ртищева: «для его болезни и старости велел племянника его написать в свой, государев, полк».
В декабре 1677 года окольничий Михаил Алексеевич Ртищев, дожив до глубокой старости, скончался в монастыре. 3 (13) декабря его отпевал патриарх Иоаким.

## Семья
Михаил Алексеевич Ртищев был женат на Ульяне Фёдоровне Потёмкиной, дочери дворянина Фёдора Илларионовича Потёмкина. Дети:
- Анна (ум. 1675), жена с 1641 года дворянина московского Вонифатия Кузьмича Вельяминова (ум. 1642);
- Фёдор Большой (1626—73), стряпчий и постельничий царя Алексея Михайловича;
- Фёдор Меньшой (1628—63), стольник и чашник при дворе царя Алексея Михайловича.